# Făgețel (gmina Frumoasa)
Făgețel (węg. Bükkloka) – wieś w Rumunii, w okręgu Harghita, w gminie Frumoasa. W 2011 roku liczyła 114 mieszkańców.